# Прапор Мелітопольського району
Пра́пор Меліто́польського райо́ну — офіційний символ Мелітопольського району Запорізької області, затверджений 26 грудня 2002 року рішенням № 11 сесії Мелітопольської районної ради.

## Опис
Прапор являє собою малинове полотнище, що має співвідношення сторін 2:3, у крижі якого розташовано герб району, що має вигляд щита, прикрашеного золотим колоссям, а зверху — соняшниками. На щиті, напіврозтятому і понижено перетятому лазуровим, золотим й зеленим, знаходиться пурпуровий щиток з гілкою вишні, зеленим листям та ягодами. Внизу, на жовтій стрічці, зображено пурпуровий напис «Мелітопольський район».